# جامي مكارت
جامي مكارت (بالإنجليزية: Jamie McCart)‏ (20 يونيو 1997 - ) هو لاعب كرة قدم بريطاني في مركز الدفاع. لعب مع نادي سانت ميرين.

## روابط خارجية
- جامي مكارت على موقع الاتحاد الإسكتلندي (الإنجليزية)
- جامي مكارت على موقع قاعدة بيانات كرة القدم.إي يو (الإنجليزية)
- جامي مكارت على موقع Soccerbase.com (لاعب) (الإنجليزية)
- جامي مكارت على موقع Soccerway.com (الإنجليزية)
- جامي مكارت على موقع عالم كرة القدم.نت (الإنجليزية)
- جامي مكارت على موقع AS.com (الإسبانية)